# Comox Valley (circonscription britanno-colombienne)
Pour les articles homonymes, voir Comox.
Circonscription électorale provinciale du Canada
Comox Valley est une ancienne circonscription provinciale de la Colombie-Britannique représentée à l'Assemblée législative de la Colombie-Britannique de 1991 à 2017.

## Géographie
La circonscription représentait une partie de l'île de Vancouver.

## Liste des députés
| Législature                                  | Années                                      | Député                                      | Député                                      | Parti                                       |
| Comox Valley Circonscription issue de Comox  | Comox Valley Circonscription issue de Comox | Comox Valley Circonscription issue de Comox | Comox Valley Circonscription issue de Comox | Comox Valley Circonscription issue de Comox |
| -------------------------------------------- | ------------------------------------------- | ------------------------------------------- | ------------------------------------------- | ------------------------------------------- |
| 35e                                          | 1991–1996                                   |                                             | Margaret Lord                               | Néo-démocratique                            |
| 36e                                          | 1996–2001                                   |                                             | Evelyn Gillespie                            | Néo-démocratique                            |
| 37e                                          | 2001–2005                                   |                                             | Stan Hagen                                  | Libéral                                     |
| 38e                                          | 2005–2009                                   |                                             | Stan Hagen                                  | Libéral                                     |
| 39e                                          | 2009–2013                                   |                                             | Don McRae                                   | Libéral                                     |
| 40e                                          | 2013–2017                                   |                                             | Don McRae                                   | Libéral                                     |
| Circonscription abolie, voir Courtenay-Comox |                                             |                                             |                                             |                                             |